# Мужская сборная Бельгии по флорболу
Мужская национальная сборная Бельгии по флорболу — представляет Бельгию на международных соревнованиях по флорболу. Управляющей организацией является Федерация флорбола Бельгии (англ. Belgian Floorball Federation, BFF).

## Результаты выступлений

### Чемпионаты мира
| Год        | Победы         | Ничьи          | Поражения      | Место          |
| ---------- | -------------- | -------------- | -------------- | -------------- |
| 1996—2000  | не участвовали | не участвовали | не участвовали | не участвовали |
| 2002       | 1              | 0              | 4              | 23             |
| 2004—н. в. | не участвовали | не участвовали | не участвовали | не участвовали |

#### Чемпионаты мира (дивизион C)
| Год       | Победы         | Ничьи          | Поражения      | Место          |
| --------- | -------------- | -------------- | -------------- | -------------- |
| 2004      | 0              | 0              | 3              | 7              |
| 2006—2008 | не участвовали | не участвовали | не участвовали | не участвовали |